# Julija Obertas
Julija Obertas, po mężu Horák, ukr. Юлія Обертас, ros. Юлия Николаевна Обертас Julija Nikołajewna Obiertas (ur. 19 czerwca 1984 w Dniepropietrowsku) – ukraińska łyżwiarka figurowa reprezentująca Rosję, startująca w parach sportowych. Uczestniczka igrzysk olimpijskich w Turynie (2006), wicemistrzyni Europy (2005), dwukrotna mistrzyni świata juniorów (1998, 1999), dwukrotna zwyciężczyni finału Junior Grand Prix (1997, 1998), mistrzyni Ukrainy (1999) oraz medalistka mistrzostw Rosji. Zakończyła karierę amatorską w 2008 roku.
W 2010 roku poślubiła czeskiego łyżwiarza figurowego Radka Horáka. Obydwoje zostali trenerami łyżwiarstwa, najpierw we Włoszech, a następnie w szwedzkim Sztokholmie.

## Osiągnięcia

### Z Siergiej Sławnowem (Rosja)
| Zawody                        | 03–04          | 04–05          | 05–06          | 06–07          |                |                |                |                |                |                |                |                |                |                |                |                |                |
| Międzynarodowe                | Międzynarodowe | Międzynarodowe | Międzynarodowe | Międzynarodowe | Międzynarodowe | Międzynarodowe | Międzynarodowe | Międzynarodowe | Międzynarodowe | Międzynarodowe | Międzynarodowe | Międzynarodowe | Międzynarodowe | Międzynarodowe | Międzynarodowe | Międzynarodowe | Międzynarodowe |
| ----------------------------- | -------------- | -------------- | -------------- | -------------- | -------------- | -------------- | -------------- | -------------- | -------------- | -------------- | -------------- | -------------- | -------------- | -------------- | -------------- | -------------- | -------------- |
| Igrzyska olimpijskie          |                |                | 8              |                |                |                |                |                |                |                |                |                |                |                |                |                |                |
| Mistrzostwa świata            | 7              | 5              | 8              |                |                |                |                |                |                |                |                |                |                |                |                |                |                |
| Mistrzostwa Europy            | 4              | 2              | 4              | 4              |                |                |                |                |                |                |                |                |                |                |                |                |                |
| GP Finał Grand Prix           |                | 4              | 5              |                |                |                |                |                |                |                |                |                |                |                |                |                |                |
| GP NHK Trophy                 |                |                |                | 6              |                |                |                |                |                |                |                |                |                |                |                |                |                |
| GP Cup of Russia              | 5              | 2              | 2              |                |                |                |                |                |                |                |                |                |                |                |                |                |                |
| GP Skate America              |                | 2              | 3              |                |                |                |                |                |                |                |                |                |                |                |                |                |                |
| GP Skate Canada International | 6              |                |                |                |                |                |                |                |                |                |                |                |                |                |                |                |                |
| GP Trophée Eric Bompard       |                |                |                | 3              |                |                |                |                |                |                |                |                |                |                |                |                |                |
| Bofrost Cup on Ice            | 2              |                |                |                |                |                |                |                |                |                |                |                |                |                |                |                |                |
| Krajowe                       |                |                |                |                |                |                |                |                |                |                |                |                |                |                |                |                |                |
| Mistrzostwa Rosji             | 3              | 3              | 2              | 2              |                |                |                |                |                |                |                |                |                |                |                |                |                |

### Z Aleksiejem Sokołowem (Rosja)
| Zawody                   | 00–01          | 01–02          | 02–03          |                |                |                |                |                |                |                |                |                |                |                |                |                |                |
| Międzynarodowe           | Międzynarodowe | Międzynarodowe | Międzynarodowe | Międzynarodowe | Międzynarodowe | Międzynarodowe | Międzynarodowe | Międzynarodowe | Międzynarodowe | Międzynarodowe | Międzynarodowe | Międzynarodowe | Międzynarodowe | Międzynarodowe | Międzynarodowe | Międzynarodowe | Międzynarodowe |
| ------------------------ | -------------- | -------------- | -------------- | -------------- | -------------- | -------------- | -------------- | -------------- | -------------- | -------------- | -------------- | -------------- | -------------- | -------------- | -------------- | -------------- | -------------- |
| Mistrzostwa świata       |                |                | 8              |                |                |                |                |                |                |                |                |                |                |                |                |                |                |
| Mistrzostwa Europy       |                |                | 5              |                |                |                |                |                |                |                |                |                |                |                |                |                |                |
| GP Finał Grand Prix      |                |                | 4              |                |                |                |                |                |                |                |                |                |                |                |                |                |                |
| GP Sparkassen Cup on Ice |                |                | 2              |                |                |                |                |                |                |                |                |                |                |                |                |                |                |
| GP NHK Trophy            |                | 4              |                |                |                |                |                |                |                |                |                |                |                |                |                |                |                |
| GP Cup of Russia         |                | 5              | 3              |                |                |                |                |                |                |                |                |                |                |                |                |                |                |
| GP Skate America         |                | 4              |                |                |                |                |                |                |                |                |                |                |                |                |                |                |                |
| Nebelhorn Trophy         |                |                | 2              |                |                |                |                |                |                |                |                |                |                |                |                |                |                |
| Krajowe                  |                |                |                |                |                |                |                |                |                |                |                |                |                |                |                |                |                |
| Mistrzostwa Rosji        | 4              | 4              | 3              |                |                |                |                |                |                |                |                |                |                |                |                |                |                |

### Z Dmytro Pałamarczukiem (Ukraina)
| Zawody                                | 96–97          | 97–98          | 98–99          | 99–00          |                |                |                |                |                |                |                |                |                |                |                |                |                |
| Międzynarodowe                        | Międzynarodowe | Międzynarodowe | Międzynarodowe | Międzynarodowe | Międzynarodowe | Międzynarodowe | Międzynarodowe | Międzynarodowe | Międzynarodowe | Międzynarodowe | Międzynarodowe | Międzynarodowe | Międzynarodowe | Międzynarodowe | Międzynarodowe | Międzynarodowe | Międzynarodowe |
| ------------------------------------- | -------------- | -------------- | -------------- | -------------- | -------------- | -------------- | -------------- | -------------- | -------------- | -------------- | -------------- | -------------- | -------------- | -------------- | -------------- | -------------- | -------------- |
| Mistrzostwa świata                    |                |                | 11             | WD             |                |                |                |                |                |                |                |                |                |                |                |                |                |
| Mistrzostwa Europy                    |                | 7              | 6              | 6              |                |                |                |                |                |                |                |                |                |                |                |                |                |
| GP Skate Canada International         |                |                |                | 5              |                |                |                |                |                |                |                |                |                |                |                |                |                |
| GP Trophée Lalique                    |                |                |                | 7              |                |                |                |                |                |                |                |                |                |                |                |                |                |
| Nebelhorn Trophy                      |                |                |                | 3              |                |                |                |                |                |                |                |                |                |                |                |                |                |
| Skate Israel                          |                |                |                | 1              |                |                |                |                |                |                |                |                |                |                |                |                |                |
| Międzynarodowe: Kategorie młodzieżowe |                |                |                |                |                |                |                |                |                |                |                |                |                |                |                |                |                |
| Mistrzostwa świata juniorów           |                | 1              | 1              | 2              |                |                |                |                |                |                |                |                |                |                |                |                |                |
| JGP Finał                             |                | 1              | 1              |                |                |                |                |                |                |                |                |                |                |                |                |                |                |
| JGP we Francji                        |                |                | 1              |                |                |                |                |                |                |                |                |                |                |                |                |                |                |
| JGP w Niemczech                       |                | 2              |                |                |                |                |                |                |                |                |                |                |                |                |                |                |                |
| JGP na Ukrainie                       |                | 1              | 1              |                |                |                |                |                |                |                |                |                |                |                |                |                |                |
| Krajowe                               |                |                |                |                |                |                |                |                |                |                |                |                |                |                |                |                |                |
| Mistrzostwa Ukrainy                   | 3              | 2              | 1              | 2              |                |                |                |                |                |                |                |                |                |                |                |                |                |
| Mistrzostwa Ukrainy juniorów          | 4              |                |                |                |                |                |                |                |                |                |                |                |                |                |                |                |                |